# Listă de compozitori de muzică cultă: R

## Ra
- Henri Rabaud (1873 - 1949)
- Horațiu Rădulescu (n. 1942)
- Joachim Raff (1822 - 1882)
- Serghei Rahmaninov (1873 - 1943)
- Nikolai Rakow (1908 - 1990)
- Jean-Philippe Rameau (1683 - 1764)
- Ture Rangström (1884 - 1947)
- Karol Rathaus (1895 - 1954)
- Valentin Rathgeber (1682 - 1750)
- Einojuhani Rautavaara (n. 1928)
- Maurice Ravel (1875 - 1937)
- Thomas Ravenscroft (1590 - 1633)
- Alan Rawsthorne (1905 - 1971)

## Re
- Jean-Fery Rebel (1666 - 1747)
- Napoléon-Henri Reber (1807 - 1880)
- Siegfried Reda (1916 - 1968)
- Max Reger (1873 - 1916)
- Herman Rechberger (n. 1947)
- Steve Reich (n. 1936)
- Anton Reicha (1770 - 1836)
- Johann Friedrich Reichardt (1752 - 1814)
- Aribert Reimann (n. 1936)
- Johann Adam Reincken (1623 - 1723)
- Carl Reinecke (1824 - 1910)
- Carl Gottlieb Reißiger (1798 - 1859)
- Ottorino Respighi (1879 - 1936)
- Julius Reubke (1834 - 1858)
- Hermann Reutter (1900 - 1985)
- Silvestre Revueltas (1899 - 1940)
- Emil Nikolaus von Rezniček (1860 - 1945)

## Rh
- Josef Rheinberger (1839 - 1901)
- Christoph Rheineck (1748 - 1798)

## Ri
- Jean Richafort (în jur de 1550)
- Franz Xaver Richter (1709 - 1789)
- Max Richter (n. 1966)
- Nico Richter (1915 - 1945)
- Paul Richter (1875 - 1950)
- Friedrich Wilhelm Riedt (1712 - 1784)
- Rolf Riehm (n. 1937)
- Ferdinand Ries (1784 - 1838)
- Julius Rietz (1812 - 1877)
- Wolfgang Rihm (n. 1952)
- Terry Riley (n. 1935)
- Nikolai Rimski-Korsakov (1844 - 1908)
- Johann Christian Heinrich Rinck (1770 - 1846)
- Jean Rivier (1896 - 1987)

## Ro
- George Rochberg (n. 1918)
- Arturo Rodas (n. 1954)
- Joaquín Rodrigo (1901 - 1999)
- Theodor Rogalski (1901 - 1954)
- Alessandro Rolla (1757 - 1841)
- Johan Helmich Roman (1694 - 1758)
- Andreas Romberg (1767 - 1821)
- Matthias Ronnefeld (1959 - 1986)
- Peter Ronnefeld (1935 - 1965)
- Joseph Guy Ropartz (1864 - 1955)
- Cipriano de Rore (1516 - 1565)
- Ned Rorem (n. 1923)
- Hilding Rosenberg (1892 - 1985)
- Johann Rosenmüller (1619 - 1684)
- Antonio Rosetti (în jur de 1750 - 1792)
- Thomas Roseingrave (1688 - 1766)
- Nikolai Roslawez (1881 - 1944)
- Luigi Rossi (1598 - 1653)
- Salomone Rossi (1570 - în jur de 1630)
- Gioacchino Rossini (1792 - 1868)
- Ney Rosauro (n. 1952)
- Nino Rota (1911 - 1979)
- Doina Rotaru (n. 1951)
- Hans Rott (1858 - 1884)
- Christopher Rouse (n. 1949)
- Albert Roussel (1869 - 1937)
- Gaspard le Roux (1660 - 1707)
- Nicolas Roze (1745 - 1819)
- Miklós Rózsa (1907 - 1995)

## Ru
- Edmund Rubbra (1901 - 1986)
- Anton Rubinstein (1829 - 1894)
- Poul Ruders (n. 1949)
- Pierre de la Rue (n. în jur de 1460 - 1518)
- Carl Ruggles (1876 - 1971)
- Marius Ruhland (n. 1975)
- John Rutter (n. 1945)
- Peter Ruzicka (n. 1948) [1]

## Rz
- Frederic Rzewski (n. 1938)